# Lagedi
Lagedi est un bourg de la commune de Rae du comté de Harju en Estonie .
Au 31 décembre 2011, il compte 953 habitants.

## Histoire
Pendant l'occupation allemande de l'Estonie pendant la Seconde Guerre mondiale, le site est un camp satellite du camp de concentration de Vaivara. De nombreux Juifs y sont enfermés et plusieurs exécutions de masse s'y produisent.